# Robert C. Davey

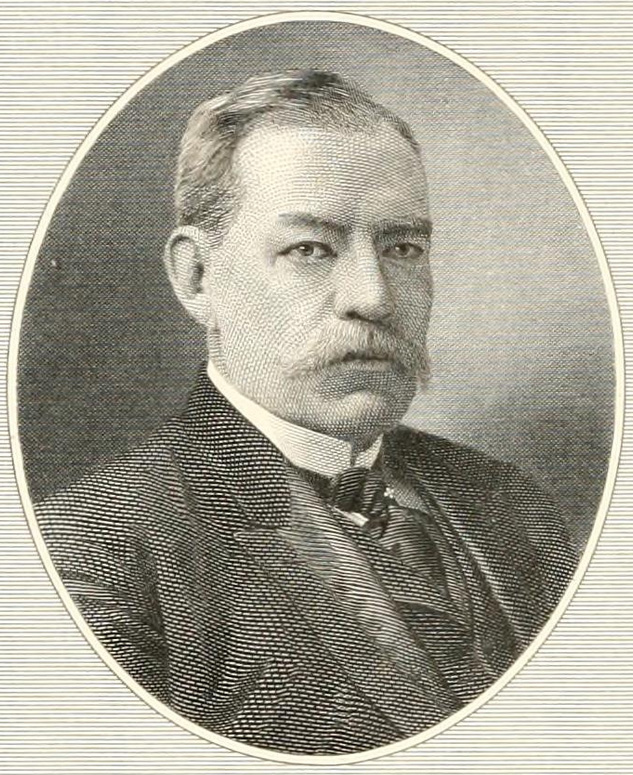
Robert C. Davey

Robert Charles Davey (* 22. Oktober 1853 in New Orleans, Louisiana; † 26. Dezember 1908 ebenda) war ein US-amerikanischer Politiker. Zwischen 1893 und 1908 vertrat er zweimal den Bundesstaat Louisiana im US-Repräsentantenhaus.

## Werdegang
Robert Davey besuchte die öffentlichen Schulen seiner Heimat und danach das St. Vincents College in Cape Girardeau (Missouri). Danach wurde er im Handel tätig. Gleichzeitig begann Davey als Mitglied der Demokratischen Partei eine politische Laufbahn. In den Jahren 1879, 1884 und 1892 wurde er in den Senat von Louisiana gewählt. Während der Legislaturperiode von 1884 bis 1886 war er dessen amtierender Präsident. Von 1880 bis 1888 war er in New Orleans als Richter tätig. Im Jahr 1888 kandidierte er erfolglos für das Amt des Bürgermeisters von New Orleans.
Bei den Kongresswahlen des Jahres 1892 wurde Davey im zweiten Wahlbezirk von in das US-Repräsentantenhaus in Washington, D.C. gewählt, wo er am 4. März 1893 die Nachfolge von Matthew D. Lagan antrat. Da er im Jahr 1894 auf eine Kandidatur verzichtete, konnte er bis zum 3. März 1895 nur eine Legislaturperiode im Kongress absolvieren. In den folgenden zwei Jahren wurde sein Distrikt dann von Charles F. Buck im Repräsentantenhaus vertreten.
Bei den Wahlen von 1896 wurde Davey erneut für den zweiten Bezirk von Louisiana in den Kongress gewählt. Dort übernahm er am 4. März 1897 seinen ehemaligen Sitz von Buck. Nachdem er bei allen folgenden Wahlen bestätigt wurde, konnte er sein Mandat bis zu seinem Tod am 26. Dezember 1908 ausüben. Er war sogar bei den Kongresswahlen 1908 noch einmal für die am 4. März 1909 beginnende Legislaturperiode gewählt worden. Diese konnte er aber wegen seines Todes nicht mehr antreten. Nach einer Nachwahl fiel sein Mandat an Samuel Louis Gilmore. Während Daveys Zeit im US-Repräsentantenhaus fand der Spanisch-Amerikanische Krieg statt. Damals kamen auch die Philippinen und das Königreich Hawaiʻi unter amerikanische Verwaltung.